# Hypsiboas
A Hypsiboas  a kétéltűek (Amphibia) osztályába és  a békák (Anura) rendjébe a levelibéka-félék (Hylidae) családjába és a Hylinae alcsaládba tartozó nem. Egy nemrégen történt felülvizsgálat eredményeképpen a Hyla nem mintegy 70 faja ebbe a családba került át.

## Rendszerezés
A nembe az alábbi fajok tartoznak:
- Hypsiboas albomarginatus (Spix, 1824)
- Hypsiboas alboniger (Nieden, 1923)
- Hypsiboas albopunctatus (Spix, 1824)
- Hypsiboas albovittatus (Lichtenstein and Martens, 1856)
- Hypsiboas alemani (Rivero, 1964)
- Hypsiboas alfaroi  Caminer & Ron, 2014
- Hypsiboas almendarizae Caminer & Ron, 2014
- Hypsiboas andinus (Müller, 1924)
- Hypsiboas angelicus Myers & Donnelly, 2008
- Hypsiboas atlanticus (Caramaschi & Velosa, 1996)
- Hypsiboas balzani (Boulenger, 1898)
- Hypsiboas beckeri (Caramaschi & Cruz, 2004)
- Hypsiboas benitezi (Rivero, 1961)
- Hypsiboas bischoffi (Boulenger, 1887)
- Hypsiboas boans (Linnaeus, 1758)
- Hypsiboas buriti (Caramaschi & Cruz, 1999)
- Hypsiboas caingua (Carrizo, 1991)
- Hypsiboas calcaratus (Troschel, 1848)
- Hypsiboas callipleura (Boulenger, 1902)
- Hypsiboas cinerascens (Spix, 1824)
- Hypsiboas cipoensis (Lutz, 1968)
- Hypsiboas cordobae (Barrio, 1965)
- Hypsiboas crepitans (Wied-Neuwied, 1824)
- Hypsiboas cymbalum (Bokermann, 1963)
- Hypsiboas dentei (Bokermann, 1967)
- Hypsiboas ericae (Caramaschi & Cruz, 2000)
- Hypsiboas exastis (Caramaschi & Rodrigues, 2003)
- Hypsiboas faber (Wied-Neuwied, 1821)
- Hypsiboas fasciatus (Günther, 1858)
- Hypsiboas freicanecae (Carnaval & Peixoto, 2004)
- Hypsiboas fuentei (Goin & Goin, 1968)
- Hypsiboas geographicus (Spix, 1824)
- Hypsiboas gladiator (Köhler et al., 2010)
- Hypsiboas goianus (Lutz, 1968)
- Hypsiboas guentheri (Boulenger, 1886)
- Hypsiboas heilprini (Noble, 1923)
- Hypsiboas hobbsi (Cochran & Goin, 1970)
- Hypsiboas hutchinsi (Pyburn & Hall, 1984)
- Hypsiboas jimenezi Señaris & Ayarzagüena, 2006
- Hypsiboas joaquini (Lutz, 1968)
- Hypsiboas lanciformis Cope, 1871
- Hypsiboas latistriatus (Caramaschi & Cruz, 2004)
- Hypsiboas lemai (Rivero, 1972)
- Hypsiboas leptolineatus (Braun & Braun, 1977)
- Hypsiboas leucocheilus (Caramaschi & de Niemeyer, 2003)
- Hypsiboas liliae Kok, 2006
- Hypsiboas lundii (Burmeister, 1856)
- Hypsiboas maculateralis Caminer & Ron, 2014
- Hypsiboas marginatus (Boulenger, 1887)
- Hypsiboas marianitae (Carrizo, 1992)
- Hypsiboas melanopleura (Boulenger, 1912)
- Hypsiboas microderma (Pyburn, 1977)
- Hypsiboas multifasciatus (Günther, 1859)
- Hypsiboas nympha Faivovich, Moravec, Cisneros-Heredia & Köhler, 2006
- Hypsiboas ornatissimus (Noble, 1923)
- Hypsiboas palaestes (Duellman, De la Riva & Wild, 1997)
- Hypsiboas palliatus (Cope, 1863)
- Hypsiboas pardalis (Spix, 1824)
- Hypsiboas pellucens (Werner, 1901)
- Hypsiboas phaeopleura (Caramaschi & Cruz, 2000)
- Hypsiboas picturatus (Boulenger, 1899)
- Hypsiboas polytaenius (Cope, 1870)
- Hypsiboas pombali (Caramaschi, Pimenta & Feio, 2004)
- Hypsiboas prasinus (Burmeister, 1856)
- Hypsiboas pugnax (Schmidt, 1857)
- Hypsiboas pulchellus (Duméril & Bibron, 1841)
- Hypsiboas pulidoi (Rivero, 1968)
- Hypsiboas punctatus (Schneider, 1799)
- Hypsiboas raniceps Cope, 1862
- Hypsiboas rhythmicus (Señaris & Ayarzagüena, 2002)
- Hypsiboas riojanus (Koslowsky, 1895)
- Hypsiboas roeschmanni (DeGrys, 1938)
- Hypsiboas roraima (Duellman & Hoogmoed, 1992)
- Hypsiboas rosenbergi (Boulenger, 1898)
- Hypsiboas rubracylus (Cochran & Goin, 1970)
- Hypsiboas rufitelus (Fouquette, 1961)
- Hypsiboas secedens (Lutz, 1963)
- Hypsiboas semiguttatus (Lutz, 1925)
- Hypsiboas semilineatus (Spix, 1824)
- Hypsiboas sibleszi (Rivero, 1972)
- Hypsiboas stenocephalus (Caramaschi & Cruz, 1999)
- Hypsiboas tetete Caminer & Ron, 2014
- Hypsiboas varelae (Carrizo, 1992)
- Hypsiboas wavrini (Parker, 1936)